# Kierkogelspin
De kierkogelspin (Theridion asopi) is een spinnensoort uit de familie van de kogelspinnen (Theridiidae). De wetenschappelijke naam van de soort werd in 2014 gepubliceerd door Herman Vanuytven. Voor die tijd werd de spin onterecht aangezien voor Theridion betteni.
De soort komt voor in West- en Centraal-Europa en Italië.